# David Julián Levecq
David Julián Levecq Vives (Béziers, 15 de agosto de 1984) es un deportista español que compitió en natación adaptada. Ganó tres medallas de plata en los Juegos Paralímpicos de Verano en los años 2004 y 2008.

## Palmarés internacional
| Juegos Paralímpicos | Juegos Paralímpicos | Juegos Paralímpicos | Juegos Paralímpicos |
| Año                 | Lugar               | Medalla             | Prueba              |
| ------------------- | ------------------- | ------------------- | ------------------- |
| 2004                | Atenas (Grecia)     | Medalla de plata    | 50 m libre S10      |
| 2004                | Atenas (Grecia)     | Medalla de plata    | 100 m libre S10     |
| 2008                | Pekín (China)       | Medalla de plata    | 100 m mariposa S10  |